# Johnnie Taylor
 (juillet 2017).
Si vous disposez d'ouvrages ou d'articles de référence ou si vous connaissez des sites web de qualité traitant du thème abordé ici, merci de compléter l'article en donnant les références utiles à sa vérifiabilité et en les liant à la section « Notes et références ».
Pour les articles homonymes, voir Taylor.
Johnnie Harrison Taylor (5 mai 1934 à Crawfordsville, Arkansas - 31 mai 2000 à Dallas, Texas) était un chanteur américain qui possédait une grande variété de styles : gospel, blues, soul, doo-wop, disco, funk.

## Biographie
Jeune, il participe à des groupes de gospel.
Sa voix étant proche de celle de Sam Cooke, il remplace ce dernier dans le groupe The Soul Stirrers, en 1957. Il enregistre Rome Wasn't Built In A Day en 1962.
Taylor, tout comme Isaac Hayes et The Staple Singers fut l'un des artistes vedettes de Stax Records. Au milieu des années 1970, Taylor bascule chez Columbia Records, enregistrant son tube, Disco Lady, en 1976. Il passa ensuite chez Malaco Records. Père de quatre enfants, il fut surnommé le « Philosophe de la soul ».
En 1999, il reçut un Pioneer Award de la Rhythm and Blues Foundation.
Taylor décède d'une crise cardiaque à l’hôpital Charlton de Dallas au Texas le 31 mai 2000, à l'âge de 66 ans.

## Discographie[1]
- Wanted One Soul Singner - Stax 715 : I Got To Love Somebody's Baby / Just The One I've Been Looking For / Watermelon Man / Where Can A Man Go From Here / Toe-Hold / Outside Love / Ain't That Loving You (For More Reasons Than One) / Blues In The Night / I Had A Dream / Sixteen Tons / Little Bluebird

- Who's Making Love - Stax 2005 : Who's Making Love / I'm Not The Same Person / Hold On This Time / Woman Across The River / Can't Trust Your Neighor / Take Care Of Your Homework / I'm Trying / Poor Make Believer / Payback Hurts / Mr. Nobody Is Somebody / I'd Rather Drink Muddy Water

- Soul Explosion - Stax 2-2007 (part) : Save Your Love For Me / Twenty Years From Today / Boy Meets Girl

- Raw Blue - Stax 2008 : Where There's Smoke There's Fire / Hello Sundown / Pardon Me, Lady / Where Can A Man Go From Here / That Bone / That's Where It's At / Part Time Love / If I Had It To Do All Over / You're Good For Me / You Can't Keep A Good Man Down / You Can't Win With A Losing Hand.

- Rare Stamps -Stax 2012 : Who's Making Love / You Can't Get Away From It / Toe Hold / Just The One (I've Been Looking For) / I Ain't Particular / Take Care Of Your Homework / I've Got To Love Somebody's Baby / Little Blue Bird / I Had A Dream / Outside Love / Somebody's Sleeping In My Bed / If I Had To Do It All Over

- Testify (I Wonna) the Johnnie Taylor Philosophiy Continious - Stax 2023 : Testify (I Wonna) / Separation Line / Love Bones / Love Is A Hurting Thing / I Had A Fight With Love / I Could Never Be President / It's Amazing / Who Can I Turn To / Games People Play / It's Your Thing

- Boys Meet Girls - Stax 2-2024 (part)

- One Step Beyon - Stax 2030 : Time After Time / Party Life / Will You Love Me Forever / I Am Somebody (pts. I & II) / I Don't Wanna Lose You (pts. I & II) / Don't Take My Sunshine / Jody's Got Your Girl And Gone / A Fool Like Me

- Greatest Hits - Stax 2032 : Steal Away / Who Can I Turn To / I Ain't Particular / Mr Nobody Is Somebody / I Could Never Be President / Testify (I Wonna) / Who's Making Love / Love Bones / Hold On This Time / I'm Not The Same Person / Take Care Of Your Homework / Somebody's Sleeping In My Bed

- Taylored in Silk - Stax 3014 : We're Getting Careless With Our Love / Starting All Over Again / Cheaper To Keep Her / Talk To Me / I Believe In You (You Believe In Me) / One Thing Wrong With My Baby / I Can Read Between The Lines / This Bitter Earth

- Super Taylor - Stax 5509 : It's September / Darling I Love You / Try Me Tonight / Free / I've Been Born Again / At Night Time (My Pillow Tells A Tale On Me) / I Don't Pay To Get Up In The Morning / Just One Moment

- Ace Various - Ace 074 : You Don't Know Like I Know ; Ace 102 : Sixty Minutes Of Your Love / Water

- Who's Making Love + - Ace CDSXE 130 : Who's Making Love / I'm Not The Same Person / Hold On This Time / Woman Across The River / Can't Trust Your Neighor / Take Care Of Your Homework / I'm Trying / Poor Make Believer / Payback Hurts / Mr. Nobody Is Somebody / I'd Rather Drink Muddy Water / Twenty Years From Today / Save Your Love For Me / Rumors (67, inédit) / Lovin' On Borrowed Time (67, inédit)

- Lifetime - Fantasy/ACE 3-CD SET 3SCD-4432-2 :
  - Disk 1 - Sar Records: I Dreamed That Heaven Was Like This / Heaven Is My Home (take 1) / The Love Of God (take 7 - previously unissued alternate) / Out On A Hill (take 1 - alt.) / Until Then (take 3 - alt.) / When The Gates Swing Open / Never, Never / Rome (Wasn't Built In a Day) / Dance What You Wanna / Baby, We've Got Love. BLUE STAX RECORDS: I Had A Dream / Easy Lovin' (previously unissued) / I've Got To Love Somebody's Baby / Just The One I've Been Looking For (take 7 - previously unissued alt.) / Part Time Love (take 2 - previously unissued alt.) / Sixteen Tons (take 6 - previously unissued alt.) / Somebody's Sleeping In My Bed / Blues In The Night (take 1 - previously unissued alt.). YELLOW STAX RECORDS: Save Your Love For Me (take 2 - previously unissued alt.) / I Need Lots Of Love (previously unissued) / You Can't Win With A Losing Hand (take 3 - previously unissued alt.) / Rumors / You Don't Know Like I Know (take 3 - previously unissued) / Twenty Years From Today (take 4 - previously unissued alt.) / Twenty Years From Today (take 7 - previously unissued alt.);
  - Disk 2 - Blue Stax Records: Little Bluebird / Toe Hold / That's Where It's At. YELLOW STAX RECORDS: I Ain't Particular / Woman Across The River / Who's Making Love / I'm Not The Same Person / I'd Rather Drink Muddy Water / Mr. Nobody Is Somebody Now / Take Care Of Your Homework / Testify (I Wonna) / Separation Line / I Could Never Be President / Love Bones / Steal Away / Steal Away (live - previously unissued) / I Am Somebody (parts 1 & 2) / Jody's Got Your Girl And Gone / I Don't Wanna Lose You (parts 1 & 2) / Don't Take My Sunshine / Hijackin' Love;
  - Disk 3 - Yellow Stax Records: Standing In For Jody - Doing My Own Thing (part 1) / Stop Doggin' Me / I Believe In You (You Believe In Me / Cheaper To Keep Her / We're Getting Careless With Our Love / Starting All Over Again / I've Been Born Again / It's September. CBS RECORDS: Try Me Tonight / Free / Disco Lady / Running Out Of Lies. MALACO RECORDS:God Is Standing By / Play Something Pretty / Lady, My Whole World Is You / Lover Boy / Last Two Dollars / Soul Heaven.

- Johnnie Taylor / Live at the Summit Club (LA, september 1972) - Concord Records/Stax: Introduction (featuring Rufus Thomas) / Take Care Of Your Homework / Little Bluebird / Steal Away (Ver.1) / I Don't Wanna Lose You / Who's Making Love / Hello Sundown / Steal Away (Ver.2) / Stop Doggin' Me / Jody's Got Your Girl And Gone